# Assani Bajope
Assani Bajope (14 april 1982) is een Oegandees voetballer. Hij speelt in de positie van verdedigende middenvelder. Bajope speelde van 2004 tot 2006 bij Kampala City Council FC en sinds 2006 bij de Ethiopische voetbalclub Saint-George SA. Sinds 2003 maakt hij ook deel uit van het Oegandese voetbalelftal.